# Pseudoleria similis
Pseudoleria similis är en tvåvingeart som beskrevs av Garrett 1925. Pseudoleria similis ingår i släktet Pseudoleria och familjen myllflugor.
Artens utbredningsområde är Kalifornien. Inga underarter finns listade i Catalogue of Life.